# Линкълн (окръг, Мейн)
Вижте пояснителната страница за други значения на Линкълн.
Окръг Линкълн (на английски: Lincoln County) е окръг в щата Мейн, Съединени американски щати. Площта му е 1813 km², а населението – 34 216 души (2016). Административен център е град Уискасит.